# Phascum readeranum
Phascum readeranum är en bladmossart som beskrevs av Stone 1989. Phascum readeranum ingår i släktet Phascum och familjen Pottiaceae. Inga underarter finns listade i Catalogue of Life.